# Tchéky Karyo
Tchéky Karyo, geboren als Çeki Karyo, (Istanboel, 4 oktober 1953) is een Frans acteur.

## Levensloop
Hij werd geboren als zoon van een Turks-Joodse vader en een Griekse moeder. Al snel verhuisden ze naar Parijs, waar hij studeerde aan het Cyrano Theater. Daarna sloot hij zich aan bij het theatergezelschap Daniel Sorano. Vervolgens ging hij les volgen aan het Théâtre national de Strasbourg. Hij speelde jaren in toneelstukken, voordat hij in speelfilms ging acteren.
In 1983 kreeg hij een nominatie voor de César voor beste jong mannelijk talent voor zijn rol in La Balance, een van zijn eerste films. In 1986 kreeg hij de Jean Gabinprijs als erkenning voor zijn talent. 
Hij was gehuwd met de Franse actrice Isabelle Pasco. Hij leeft samen met de actrice Valérie Kéruzoré en hun dochter Louise.

## Filmografie
- 1982 
  - Le Retour de Martin Guerre (Augustin)
  - Toute une nuit
  - Que les gros salaires lèvent le doigt!!!
  - La Balance
- 1983 
  - Le Marginal
  - La Java des ombres
- 1984 
  - Les Nuits de la pleine lune
  - Le Matelot 512
  - L'Air du crime
  - L'Amour braque
- 1985
  - Grottenolm
  - Contes clandestins
- 1986
  - L'Unique
  - Bleu comme l'enfer
  - États d'âme
- 1987
  - Le Moine et la sorcière
  - Spirale
- 1988 
  -  L'Ours (Tom)
  - La Maison dans la dune
- 1989
  - Australia
- 1990 
  - Corps perdus
  - La Femme Nikita (Bob)
  - La Fille des collines
- 1991
  - Vincent et moi
  - A Grande Arte
- 1992 
  - L'Affût
  - La Villa del venerdì
  - 1492: Conquest of Paradise  (Pinzon)
  - Isabelle Eberhardt
  - L'Atlantide
  - Trop près des Dieux
- 1993
  - And the Band Played On (dokter Willy Rozenbaum)
- 1994 
  - La Cité de la peur
  - Nostradamus (Nostradamus)
  - L'Ange noir
  - Innocent Obsession
- 1995 
  - Zadoc et le bonheur
  - Bad Boys (Fouchet)
  - Operation Dumbo Drop
  - Crying Freeman (rechercheur Netah)
  - GoldenEye (minister van defensie Dmitri Mishkin)
  - Colpo di luna
- 1996
  - Terra Estrangeira
  - Albergo Roma
  - To Have and to Hold
  - Va dove ti porta il cuore
- 1997
  - Habitat
  - Addicted to Love
  - Dobermann (commissaris Sauveur Cristini, bijgenaamd 'la hyène')
  - Les Mille merveilles de l'univers
- 1998
  - From the Earth to the Moon (televisieserie)
  - Passaggio per il paradiso
  - Que la lumière soit
- 1999
  - Wing Commander (commandeur James 'Paladin' Taggart)
  - Babel
  - Comme un poisson hors de l'eau
  - My Life So Far
  - The Messenger: The Story of Joan of Arc  (Dunois)
- 2000
  - Arabian Nights (televisieserie)
  - Saving Grace
  - The Patriot (Jean Villeneuve)
  - Le roi danse
- 2001
  - Le Fabuleux Destin d'Amélie Poulain (man op de foto in het fotoalbum van Nino)
  - Kiss of the Dragon  (inspecteur Richard)
- 2002
  - The Good Thief
  - CinéMagique (attractie in het Walt Disney Studios Park)
- 2003
  - Utopía
  - The Core (dokter Serge Leveque)
- 2004
  - Taking Lives
  - Tempesta (Valenzin)
  - Ne quittez pas!
  - Un long dimanche de fiançailles (kapitein Favourier)
  - Blueberry (de oom)
- 2006
  - The Gravedancers
- 2007
  - Jacquou le Croquant
  - Boxes
  - La masseria delle allodole (landheer Aram Avakian)
- 2009
  - Un homme et son chien
- 2010
  - The Way (kapitein Henri)
- 2011
  - Les Lyonnais
  - Forces spéciales
- 2013
  - Jappeloup
  - Belle et Sébastien
- 2014
  - The Missing (televisieserie)
  - De guerre lasse
- 2015
  - La Résistance de l'air
- 2019
  - Baptiste (televisieserie)
- 2022
  - Forest of the missing (La forêt de disparus) (televisieserie)
- 2023
  - Boat Story (televisieserie)